# Canyon Lake
Canyon Lake város az USA Kalifornia államában, Riverside megyében. Lakosainak száma 11 082 fő (2020. április 1.).

## Népesség
A település népességének változása:

| 2010 | 10 561 |
| 2020 | 11 082 |